# Karakorum
Karakorum bylo hlavní město Mongolské říše ve 13. století. Nacházelo se na území dnešního státu Mongolsko, poblíž dnešního města Charchorin. Založil jej Čingischán někdy kolem roku 1220 jako své sídelní město (i když v něm mnoho času nestrávil). Karakorum se tak stalo centrem rozlehlé Mongolské říše. Plynulo do něj obrovské množství pokladů z kořisti, které Čingischán získal při svých výbojích. Po smrti Velkého chána všech Mongolů zde bývala pořádána velká kurultaj a volen nový chán chánů. Karakorum se stalo hlavním městem i pro Čingischánovy nástupce. Až Kublaj hlavní město své říše přemístil 1267 do Pekingu (Chánbalyg). Karakorum bylo 1388 dobyto a zničeno čínskými nájezdníky.

## Erdene-Zuu Chijd
V roce 1586 zde chán Abataj založil lamaistický klášter Erdene-Zuu Chijd, který patří mezi největší a nejstarší buddhistické kláštery v Mongolsku.

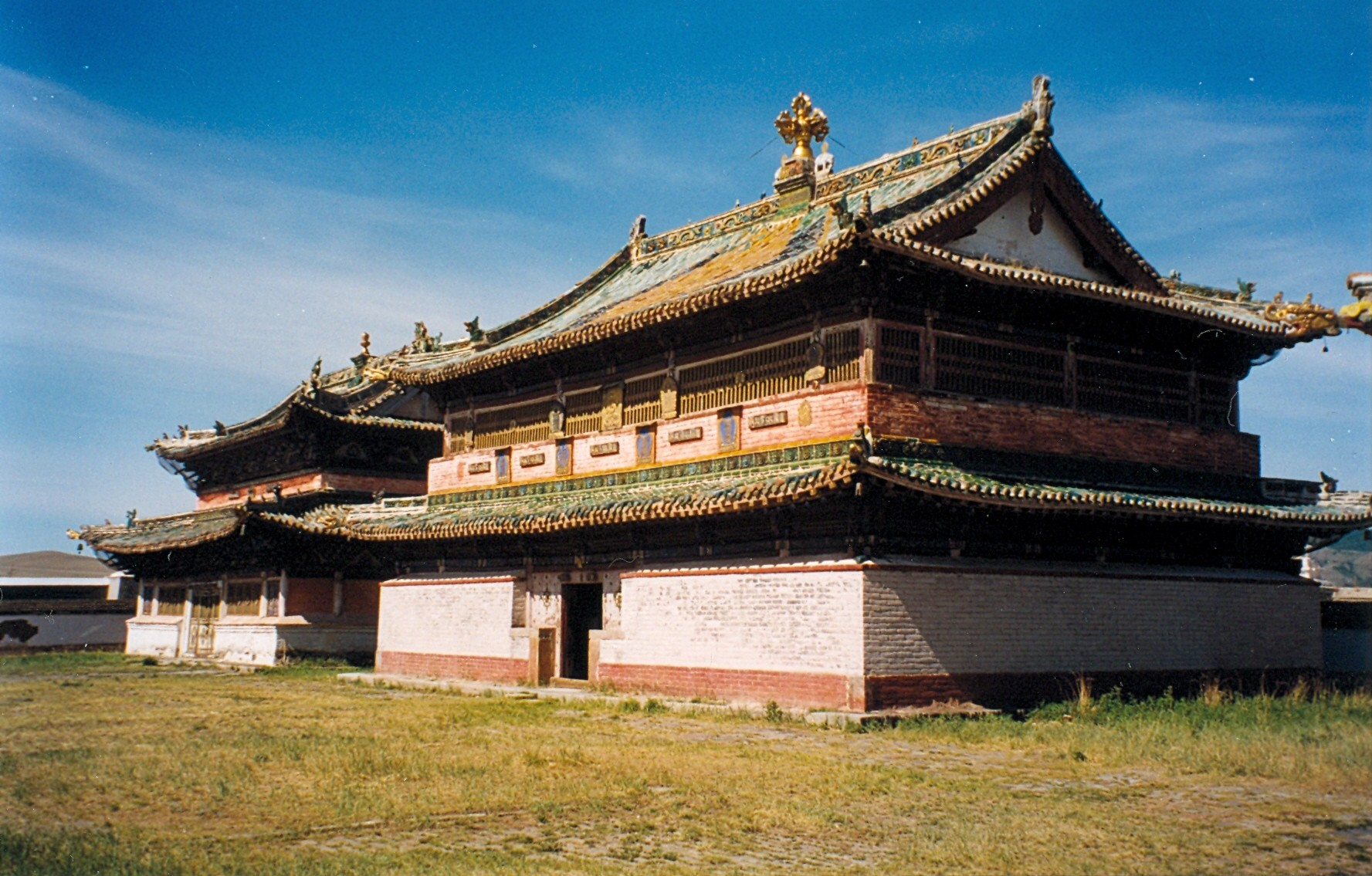
Buddhistický klášter Erdene-Zuu Chijd